# Kanton Dole-Nord-Est
Der Kanton Dole-Nord-Est war von 1973 bis 2015 ein französischer Wahlkreis im Département Jura und in der damaligen Region Franche-Comté. Er umfasste sieben Gemeinden im Arrondissement Dole; sein Hauptort (frz.: chef-lieu) war Dole. Die landesweiten Änderungen in der Zusammensetzung der Kantone brachten im März 2015 seine Auflösung.

## Gemeinden
- Biarne
- Champvans
- Dole (Teilbereich)
- Foucherans
- Monnières
- Sampans
- Villette-lès-Dole